# 土柱そよ風ひろば
土柱そよ風ひろば（どちゅうそよかぜひろば）は、徳島県阿波市阿波町にある公園。土柱山村広場とも表記される。

## 概要
国の天然記念物に指定されている阿波の土柱のすぐ側にあり、木材の良さと森林への親しみを持ってもらうべく、間伐材を利用した大型木製の遊具を設置している。
1,100m2ある芝生広場の中に20種類の複合遊具で出来た大型木製遊具がある。
現在は木製遊具が撤去されている。

## 施設
- 大型木製遊具
- 身体障害者用トイレ

## 交通
- 徳島自動車道「脇町インターチェンジ」より車で約10分。
- JR徳島線阿波山川駅より車で約10分。
- JR徳島線学駅より八幡交通バス土柱行きで27分（1日2往復の運行となっている）。